# Michael Eichberger
Michael Eichberger (* 23. Juni 1953 in Würzburg) ist ein deutscher Jurist und ehemaliger Richter des Ersten Senats des Bundesverfassungsgerichts.

## Leben
Nach dem Abitur 1972 in Mannheim war er Reserveoffizieranwärter bei der Fernmeldetruppe der Bundeswehr. Ab 1974 studierte er an der Universität Mannheim Rechtswissenschaft und leistete sein Rechtsreferendariat ab. Ab 1982 war er wissenschaftlicher Mitarbeiter und promovierte in Mainz. Ab 1984 war er am Verwaltungsgericht Karlsruhe tätig. Er promovierte 1985 zum Thema „Die Einschränkung des Rechtsschutzes gegen behördliche Verfahrenshandlungen“. Ab 1986 arbeitete er zunächst für das Justizministerium Baden-Württemberg. 1989 wurde er wissenschaftlicher Mitarbeiter von Hans Hugo Klein am Bundesverfassungsgericht. Ab 1992 war er wieder als Richter am Verwaltungsgericht Karlsruhe unter Abordnung an den Verwaltungsgerichtshof Baden-Württemberg tätig. Von 1993 bis 1998 war Eichberger dann Richter am Verwaltungsgerichtshof Baden-Württemberg im Senat für Bau-, Planungs- und Naturschutzrecht. 1998 wurde er dann Richter am Bundesverwaltungsgericht. Am Bundesverwaltungsgericht gehörte er zunächst dem Senat für Ausländer- und Asylrecht und nach 2002 dann den Senaten für Straßen- und Schienenwegeplanung, Flurbereinigung, Abgaben- und Steuerrecht an. Seit 2004 ist er auch Honorarprofessor an der Eberhard-Karls-Universität Tübingen.
Am 7. April 2006 wurde der parteilose Eichberger auf Vorschlag der CDU vom Bundesrat als Nachfolger von Dieter Hömig einstimmig zum Richter des Bundesverfassungsgerichts gewählt. Vom 25. April 2006 bis zum 16. Juli 2018 gehörte er dem Bundesverfassungsgericht als Richter des Ersten Senats an. Ihm folgte Henning Radtke nach. 2018 verlieh ihm der Bundespräsident das Große Bundesverdienstkreuz mit Stern und Schulterband.
Michael Eichberger ist verheiratet und hat vier Kinder. Er lebt in Ladenburg.

## Werke (Auswahl)
- Die Einschränkung des Rechtsschutzes gegen behördliche Verfahrenshandlungen. Ein Beitrag zur Dogmatik, Auslegung und Verfassungsmäßigkeit des § 44a VwGO. Duncker & Humblot, Berlin 1986, ISBN 3-428-06060-1.